# Esther Montelius
Esther Maria Elisabeth Montelius, född 4 maj 1871, död 12 december 1948, var en svensk författare som var yrkesverksam som telegrafexpeditör på Stockholms telegrafstations filial vid Södermalmstorg 26.

## Biografi
Montelius föddes 4 maj 1871, som dotter till brukspatronen G. G. D. Montelius, och Margaretha Christina Segerberg.
Hennes första bok, Adolfsfors, är en sentimental och romantiserad skildring av Adolfsfors bruk i Värmland. Verket gavs ut i flera utgåvor under 1920-talet. Eventuellt samskrevs delar av den med Frida Åslund.
Montelius är begravd på Norra begravningsplatsen i Stockholm.

## Verk
- "Adolfsfors. Ett gammalt värmlandsbruk och dess brukspatroner. Romantiserad skildring.", Åhlén & Åkerlunds förlag, 1920
- "Arvet: en gammal släkthistoria från Lac Lémans stränder", Åhlén & Åkerlunds förlag, 1926